# Bundesfernstraßenmautgesetz
Das Bundesfernstraßenmautgesetz (BFStrMG) ist die gesetzliche Grundlage für die Erhebung der LKW-Maut in Deutschland. Seit dem 19. Juli 2011 gilt das am 12. Juli 2011 als § 1 des „Gesetzes zur Neuregelung mautrechtlicher Vorschriften für Bundesfernstraßen“ (AutoBahnMautNeuregelungsGesetz – ABMNG) verabschiedete Gesetz aus der Zusammenlegung des Autobahnmautgesetz für schwere Nutzfahrzeuge (Autobahnmautgesetz – ABMG) und der Mauthöheverordnung (MautHV), welche beide gemäß § 6 ABMNG am gleichen Tag außer Kraft traten. (BGBl. I S. 1378).
Der Beginn der Erhebung der Maut auf Bundesstraßen nach § 13 des Gesetzes wurde auf den 1. August 2012 festgelegt.
Die Bezüge
- des Straßenverkehrsgesetzes (StVG durch § 2 ABMNG geändert),
- der LKW-Maut-Verordnung (LKW-MautV durch § 3 ABMNG geändert),
- der Mautstreckenausdehnungsverordnung (MautStrAusdehnV durch § 4 ABMNG geändert) und
- der Fahrzeug-Zulassungsverordnung (FZV durch § 5 ABMNG geändert), die bisher auf das ABMG verwiesen, verweisen jetzt auf das neue Gesetz.

## Entrichtung der Maut
Für die Entrichtung der Maut haften der Fahrzeugführer, der Eigentümer, der Halter und der Fuhrunternehmer gesamtschuldnerisch. Die Maut ist vor der Benutzung der entsprechenden Strecke zu entrichten. Der Mautschuldner ist verpflichtet, die für die Erhebung der Maut vorgesehenen technischen Einrichtungen ordnungsgemäß zu nutzen. Der Mautschuldner ist verpflichtet, dem Bundesamt für Logistik und Mobilität auf Verlangen nachzuweisen, dass die Maut entrichtet wurde. Die Maut wird erstattet, wenn die Fahrt, für die sie vorgesehen war, nicht durchgeführt wurde.

## Bestimmungen zum Datenschutz
Der Betreiber des Mautsystems und das Bundesamt für Logistik und Mobilität dürfen die erhobenen und einander übermittelten Daten nur für die Zwecke der Mauterhebung und Abrechnung nutzen. Das Gesetz regelt ferner, dass diese Daten nicht an Dritte übermittelt und nicht beschlagnahmt werden dürfen. Die Informationen, die bei der Erhebung und Kontrolle der Maut anfallen, müssen innerhalb bestimmter Zeiträume gelöscht werden. Die Standortdaten sind sofort nach der Erfassung zu anonymisieren.